# 土尔扈特

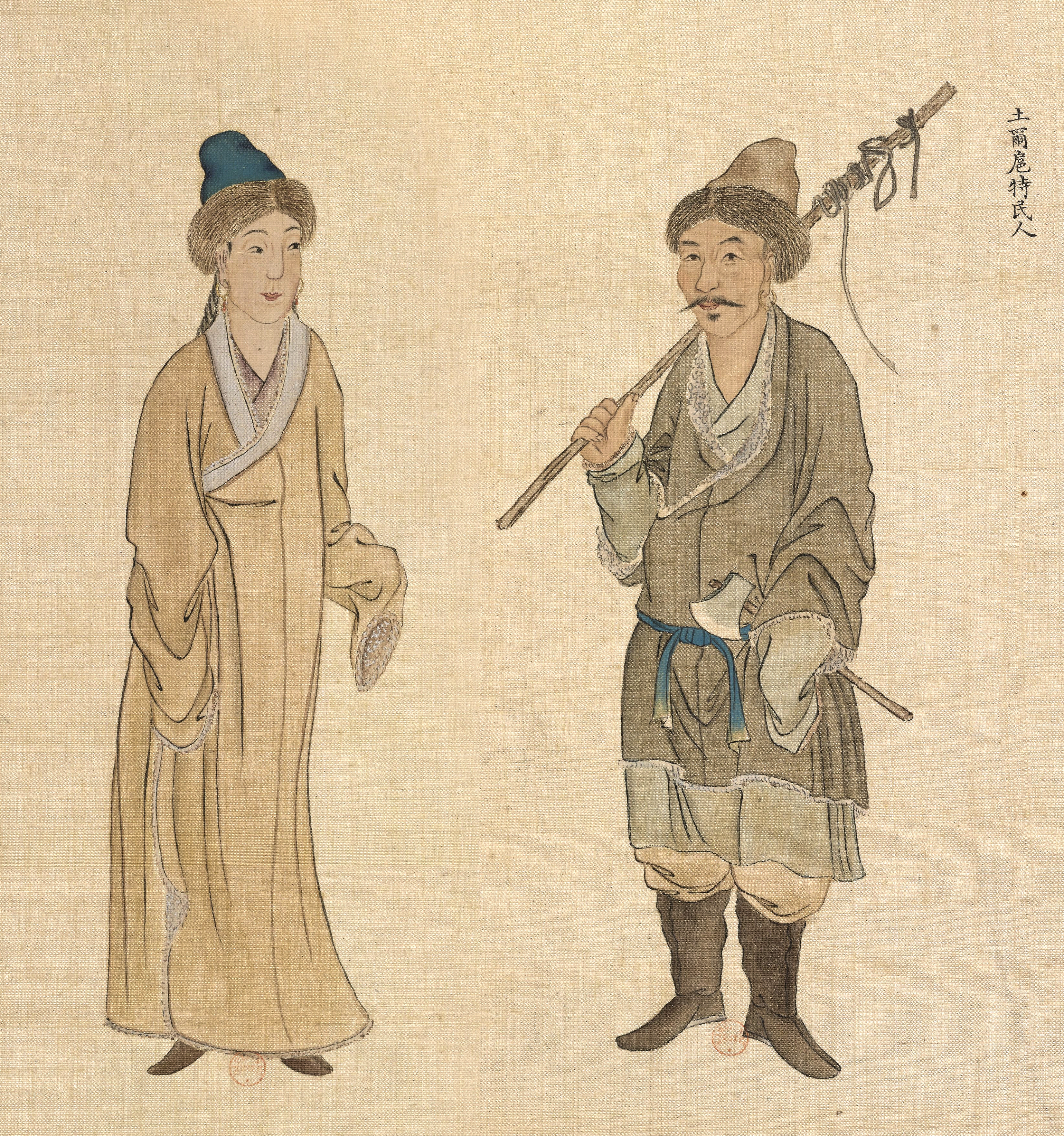
《皇清职贡图》（1769年）中的“土尔扈特民人”

土尔扈特部（托忒文：ᡐᡆᠷᡎᡇᡇᡑ，穆麟德轉寫：Turhūt，旧作 ），是漠西蒙古四卫拉特之一。根据托忒文《新旧土尔扈特汗诺颜世谱》，土尔扈特（toruɣud）由“高大的”（turɣuud）变音而来。他們於17世纪初迁到伏尔加河下游沿岸，随后大部分于1771年重返新疆，留在俄羅斯的則被稱為卡爾梅克。

## 历史
自13世紀蒙古興起，便擁有散佈於亞洲北部連同東歐的廣闊草原大漠的體系龐雜的眾部族。游牧于漠西的蒙古人在明代被称为瓦剌，土尔扈特部按其传说源于突厥系的克烈部，瓦剌脱欢太师时始在奇旺率领下加入四衛拉特。明末清初時蒙古諸部按地理位置，大約以今蒙古國南部為界，分為漠南、漠北、漠西三大部，土尔扈特游牧于雅尔（在今新疆塔城以西及境內）之额什尔努拉（今新疆塔城地区西北及俄国境内的乌尔扎）。

### 和鄂尔勒克西迁
明代末年，土爾扈特首領和鄂爾勒克與準噶爾部巴圖爾琿臺吉交惡，准噶尔势力日益强大、領地擴張，和鄂尔勒克在1628年（明崇祯元年）率部众西走，经过两年多，来到了当时人烟稀少的額濟勒河（伏爾加河）到烏拉爾河一帶的下游沿岸。“俄羅斯因稱為己屬”。此時伏爾加河流域不僅水草豐美，而且了無人煙，尚未為沙俄控制，於是遷來此處的土爾扈特人建立了自己的汗國，即卡爾梅克汗國。
当时，沙皇俄国正在入侵伏尔加河中下游到高加索的信仰伊斯兰教的突厥－蒙古各个汗国，信奉喇嘛教的土尔扈特部正好从背后突袭了穆斯林各国，配合了沙俄的入侵，于是受到沙俄的优待。此后，沙俄－土尔扈特联军同突厥各国联军在伏尔加河－高加索一带展开漫长的战争，土尔扈特也接受了沙皇的册封，成为沙皇俄国的属民。
和鄂爾勒克之叔父保蘭阿噶勒琥、莽海等則率部隨顧實汗遷至青海；另有一小部土爾扈特留在原地未徙。

### 與準噶爾爭雄
1669年，和鄂爾勒克的曾孫阿玉奇（1641年－1724年）成為土爾扈特部首領，全盛時，領土西、北兩邊到伏爾加河，南到裏海，東到烏拉爾河。
1673年，阿玉奇與俄國結盟，宣誓效忠。在俄國與鄂圖曼的戰爭中，阿玉奇起初軍事支援俄國，自1683年起卻因鄂圖曼的利誘而保持中立。1697年，阿玉奇復與俄國科里琴公爵訂立平等同盟條約，自1700年起派騎兵支援俄國對付瑞典的戰爭，1722年與彼得一世在兩國邊境城鎮薩拉托夫會面。
阿玉奇和成吉思汗血緣上毫無關係，1697年卻自六世達賴喇嘛、攝政桑結嘉錯得授予「汗」號，等於獲承認為全體衛拉特的汗。當時準噶爾部首領策妄阿喇布坦獲授「渾台吉」（副汗）的稱號，阿玉奇遂與策妄阿喇布坦爭奪衛拉特部落聯盟的盟主，兩部族遣使通婚。
1698年，阿玉奇派遣大型使團前往西藏。同年阿玉奇兒子桑札布背叛父親，率領自己的15000帳屬民投奔準噶爾策妄阿喇布坦，並打算前赴西藏，不料被策妄阿喇布坦誘捕，屬民都被奪去，唯有逃回阿玉奇那裏。阿玉奇的使團回歸時亦被策妄阿喇布坦攔截，只好投奔清朝，後來到額濟納河畔遊牧，成為額濟納土爾扈特。
為了進攻策妄阿喇布坦，1709年阿玉奇遣使繞道西伯利亞，企圖與清朝結盟。1712年，康熙派圖理琛經過俄國領土，兩年後到伏爾加河下游與阿玉奇會面。阿玉奇卒後，1731年雍正再派使者，希望與土爾扈特夾擊準噶爾。俄國政府以與準噶爾關係友好為由，代表土爾扈特拒絕。

### 渥巴锡东归

#### 原因
乾隆二十年（1755年），清軍滅準噶爾。原依附於準噶爾的土爾扈特台吉舍稜先逃到俄國，後投奔伏爾加河的土爾扈特部。
土爾扈特汗國建立後，沙俄勢力擴張到來，以武力迫使土爾扈特臣服，攫取汗王冊封權，插手貴族議事會，干涉汗國內政；同時令哥薩克人（東歐草原上以俄羅斯人、烏克蘭人為主的遊牧族群）東遷，侵佔土爾扈特牧場，最令土爾扈特人反感的是沙俄政府強迫他們從藏傳佛教改信東正教。
1761年，渥巴錫繼承汗位。此時正值好戰喜功的葉卡捷琳娜二世當權，為爭奪出海口和領土擴張，俄國和土耳其的戰爭不斷，土爾扈特戰士由於英勇善戰、騎術嫺熟而屡被徵調，幾年間數萬青年死於與自己不相干的戰場，使汗國民怨沸騰，東歸思潮湧動。1768年，第五次俄土战争爆发。战争中俄国对土爾扈特部的盘剥加剧。
由于受到俄罗斯的压迫，心向故土，加上舍稜说服渥巴锡，乘清軍佔領伊犁未久，前去占领伊犁地区，1771年土爾扈特部首领渥巴锡决定举部东归。但他们到达那里，发现有戒备，不得不投降。

#### 經過
1771年1月（清乾隆三十五年），土尔扈特人在渥巴锡率领下分三路，赶畜群携辎重浩浩荡荡踏上了归国的艰苦历程。渥巴錫原計劃待伏爾加河結冰後啟程，但計劃為沙俄察覺，於是提前執行。由於河水未結冰，伏爾加河西岸一萬餘部眾未能東歸，後來成為卡爾梅克人，建立了俄羅斯聯邦內的卡爾梅克共和國。當時東岸約三萬戶、17萬人，他們都離開了生活了一個半世紀的伏爾加河，爲了表決心，臨走時將所有宮殿、村落付之一炬。
俄国女皇叶卡捷琳娜二世得知立即派出哥薩克騎兵追击，並指使沿途哈薩克人出兵阻擊。一路上，土尔扈特人歼灭俄国的驻军及增援部队，摧毁俄国的要塞，穿过冰封的乌拉尔河，进入大雪覆盖的哈萨克草原，将追击的俄军远远抛在了后面。
東歸途中土爾扈特人身經百戰，同時也損失慘重。今境內的奧琴峽谷，是東歸必經之路，然而哈薩克騎兵已搶佔隘口；渥巴錫定下謀略，自己正面進攻，另派隊伍包抄後面，最後全殲對方。在哈薩克草原上遭到哈薩克人襲擊，激戰中犧牲了9000多土爾扈特人。
除了戰鬥傷亡，飢餓和疾病也造成損失：穿過哈薩克草原、繞巴爾喀什湖南端入中國境內哈薩克地界，伊犁將軍伊勒圖命令哈薩克人不准渥巴錫通過其地。渥巴錫轉道沙喇伯可，又遭到布魯特（柯尔克孜人）的進攻，不得已北上戈壁。由於水草匱乏，牲畜倒斃，人們只能步行，又因食用病畜血肉而瘟疫纏身。“人皆取馬牛之血而飲，瘟疫大作”。此時渥巴錫得知清軍已嚴加防備，且己方人畜死亡過半，無力攻佔伊犁，於是在清軍常設卡倫以外徘徊。

#### 降清

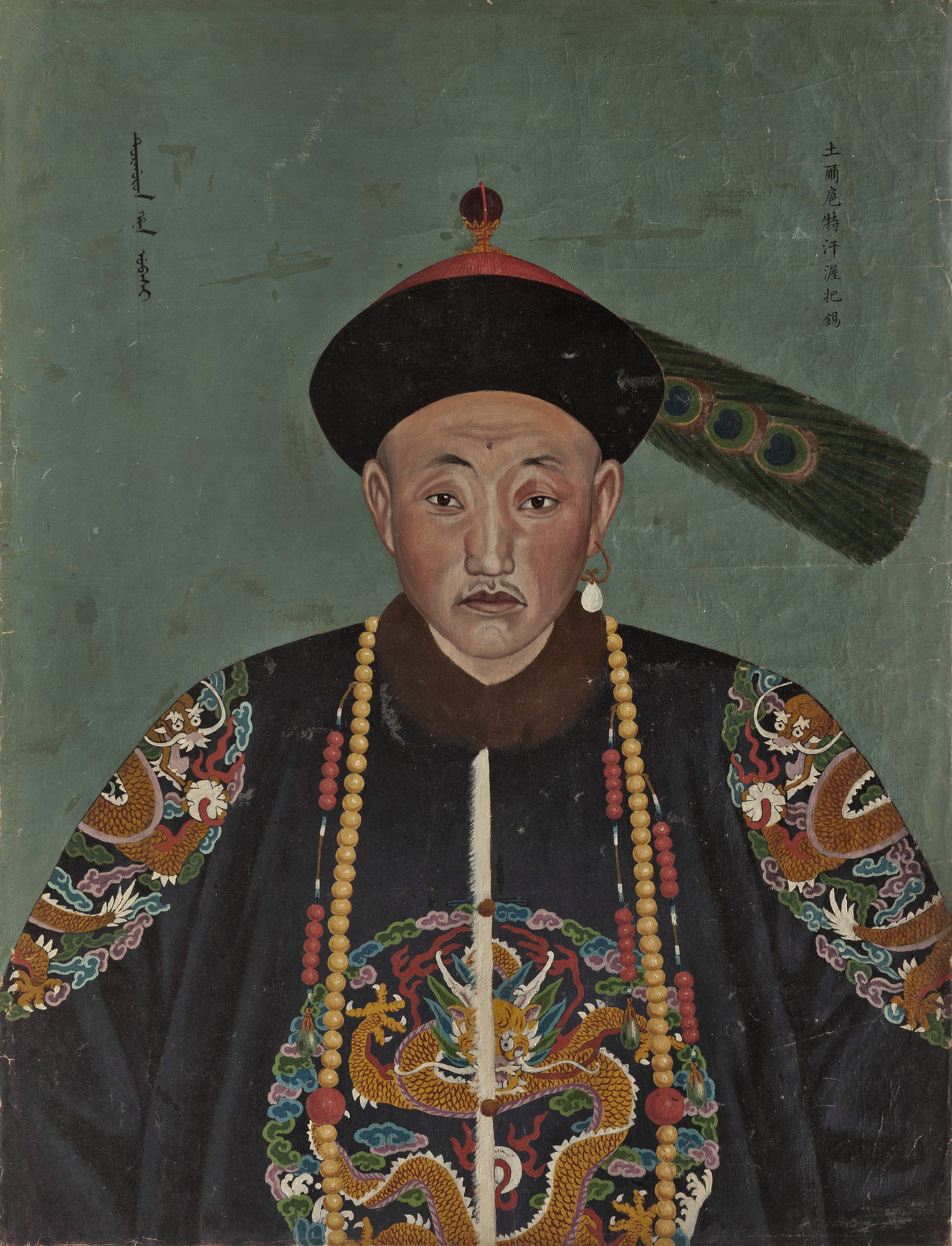
紫光阁功臣像中的渥巴锡像

伊勒圖遣使存問其來意，渥巴錫與眾台吉、喇嘛商議數日後，決定獻其祖上所受之明朝永樂八年漢篆敕封玉印等物，以示前來投誠之意。，其部眾抵達新疆伊犁，回到他們稱為的“太陽昇起的地方”，據載，當初出發的17萬人中，“其至伊犁者，僅以半計”。
伊勒圖報朝廷後，乾隆帝命駐烏什的總理回疆事務參贊大臣舒赫德前往伊犁安撫土爾扈特。朝廷撥白銀二十萬兩及糧草、牛羊、棉布等賑濟土爾扈特部眾。乾隆三十六年（1771年）九月，渥巴錫赴熱河避暑山莊覲見乾隆皇帝，被封為“舊土爾扈特卓里克圖汗”，世襲罔替。乾隆皇帝贊其“誠心歸順，甚屬可嘉”，並“賜予封爵，以示渥澤”；同時在御製詩中表明了處理土爾扈特問題的態度：“弗受將為盜，俾安皆我民”。
乾隆下令在承德普陀宗乘之庙竖起两块石碑，用满、汉、蒙、藏四种文字铭刻他撰写的《土尔扈特全部归顺记》和《优恤土尔扈特部众记》。乾隆帝谕旨安插土尔扈特部于新疆。以渥巴锡所领部落为舊土爾扈特部，以原先附属于舍稜的部落为新土爾扈特部。
这段历史曾拍成电影《东归英雄》及电视连续剧《东归英雄传》。

## 现况
中国的土尔扈特人有大约十万，大部分聚居在新疆维吾尔自治区巴音郭楞蒙古自治州和伊犁哈薩克自治州，少部分聚居在内蒙古自治区和青海省，大部份仍從事畜牧業。
新疆的巴音郭楞蒙古自治州居住着原渥巴锡汗所领南路旧土尔扈特盟人的后代，有四万多人。生活在塔城地区和伊犁哈萨克自治州的两万多土尔扈特人是原策伯克多尔济部的北路旧土尔扈特盟人的后代。巴木巴尔所领的旧土尔扈特东路盟的后代生活在乌苏周围，人口一万多。达什敦多克—默门图父子所领的西路盟的后代则是在博尔塔拉蒙古自治州，人口六千多。
新土尔扈特盟郡王舍楞所领的后代今天主要在阿尔泰、塔城地区，人口一万。
1698年徙牧于阿拉克山的土尔扈特人的两千后人在内蒙古阿拉善盟西北方的额济纳旗生活，在青海的土尔扈特人有四千人。
现俄罗斯境内的卡尔梅克共和国的主体民族“卡尔梅克人”，就是当年留下的小部分土尔扈特蒙古人。其总统曾主张从中国吸引同宗的蒙古族移民，以便促进经济生产。

## 土尔扈特汗
- 和鄂尔勒克
- 书库尔岱青
- 朋楚克
- 阿玉奇
- 策凌敦多布
- 敦罗卜旺布
- 敦罗布剌什
- 渥巴锡
- 归清后见旧土尔扈特卓哩克图汗